# Петрів Всеволод Миколайович
Все́волод Микола́йович Пе́трів (2 [14] січня 1883, Київ — 10 липня 1948, Аугсбурґ, Бізонія) — український військовий і громадський діяч, письменник, педагог, військовий міністр і генерал-хорунжий Армії УНР. Учасник оборони Києва від більшовицьких формувань Муравйова. В роки визвольних змагань займав високі військові посади. З 1920 р. — в еміграції. З 1948 р. — дійсний член НТШ. Автор праць з військової історії.
Відповідно до українського законодавства може бути зарахований до борців за незалежність України у XX сторіччі.

## Життєпис
Народився в Києві (тоді Київська губернія, Російська імперія) у дворянській родині військового російської армії. Батько Всеволода — Микола Вернер-Петров, уродженець Санкт-Петербурга, був капітаном російської армії (пізніше генерал-майором), дід якого як вояк Карла ХІІ брав участь у Північній війні, потрапив у полон до російського царя Петра І, від чого й отримав прізвище Петров.
Мати Олександра Строльман, народжена в селі Бурти на Чернігівщині, була норвезького походження. Закінчив Київський кадетський корпус (1900), Павловське вище військове училище в Петербурзі (1902), Миколаївську академію Генерального штабу (1910).

### Служба у російській армії
З жовтня 1910 року — командир роти 165-го піхотного Луцького полку (Київ).
З жовтня 1912 року — молодший ад'ютант штабу Київського військового округу.
З лютого 1913 року — старший ад'ютант штабу 42-ї піхотної дивізії (Київ).
З 15 вересня 1914 року — в.о. штаб-офіцера для доручень штабу XXIV армійського корпусу.
З березня 1915 року — в. о. штаб-офіцера для доручень штабу X армійського корпусу.
З жовтня 1915 року — підполковник.
З 9 травня 1916 року — начальник штабу 7-ї Туркестанської стрілецької дивізії.
З березня 1917 року — полковник.
Під час Першої світової війни за бойові заслуги нагороджений Георгієвською зброєю (24 січня 1917 за бій 27 травня 1915) та всіма орденами до Святого Володимира III ступеня з мечами та бинтою.
У 1918 році — член українського військового Товариства «Батьківщина».

### Участь у перших національно-визвольних змаганнях

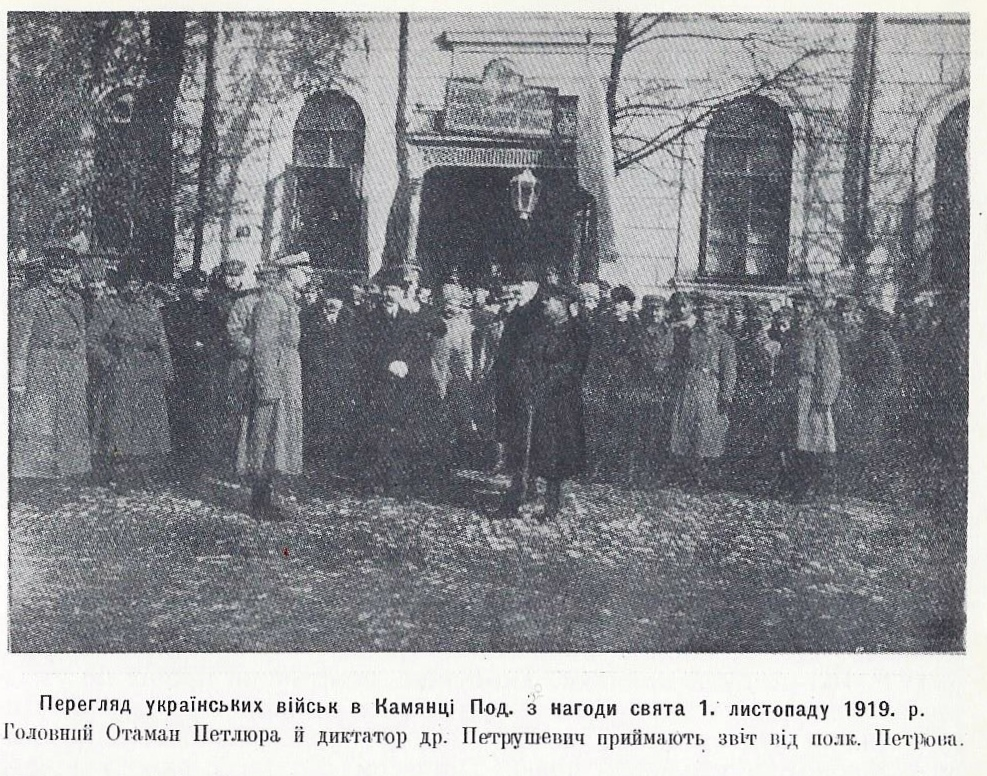
Петлюра і Петрушевич приймають звіт полковника Петріва під час перегляду Українських військ у Кам'янці Подільському 1 листопада 1919 р.

У 1917 році брав активну участь в українському русі на Західному фронті. Протягом 15–24 листопада 1917 року організував з українців Західного фронту полк ім. Костя Гордієнка, на чолі якого незабаром прибув до Києва, де брав активну участь у вуличних боях проти більшовиків.
З 9 лютого 1918 року — командир 3-го Запорізького куреня військ Центральної Ради, який після здобуття Києва 17 березня 1918 року був розгорнутий у 1-й Запорізький ім. кошового К. Гордієнка полк кінних гайдамаків, що входив у Запорізький корпус Армії УНР.
З червня 1918 року — у розпорядженні начальника Генерального штабу Української Держави.
З 29 липня 1918 року — на момент початку формування в.о. начальника штабу 12-ї пішої дивізії Армії Української Держави. Через відмову складати присягу гетьману не затверджений на посаді.
З серпня 1918 року — у розпорядженні начальника Генерального штабу Української Держави.
З 14 жовтня 1918 року — помічник начальника навчального відділу по піших школах Головної шкільної управи Військового міністерства Української Держави.
З 28 жовтня 1918 року — помічник начальника 2-ї Київської спільної юнацької школи.
З 1 грудня 1918 року — помічник начальника Інструктурської школи старшин.
З 22 грудня 1918 року — начальник Житомирської юнацької школи. Перебуваючи на цій посаді, 13 березня 1919 року, був контужений у бою, але залишався на чолі школи.
З 2 червня 1919 року — командувач Волинської групи Дієвої армії УНР.
З 9 липня 1919 року — військовий міністр УНР.
З 5 листопада 1919 року — товариш військового міністра УНР.
З 1 травня 1920 року — інспектор піхоти Армії УНР.
З 5 жовтня 1920 року — генерал-хорунжий.
З березня 1921 року — 1-й генерал-квартирмейстер Генерального штабу УНР.
З 19 серпня 1921 року — начальник Генерального штабу УНР.
Коли 1920 року українське військо вимушено опинилося в таборах для інтернованих, однією із вимог «союзників» була здача особистої зброї. Коли черга підійшла до генерала-хорунжого армії УНР Всеволода Петріва, він не віддав своєї шаблі полякам — демонстративно переламав її власними руками.
У червні 1922 року за власним бажанням звільнився у запас.

### Еміграція
Жив у еміграції. У м. Хусті був професором місцевої Української державної гімназії. Читав лекції в Українському високому педагогічному інституті в Празі, був професором Української реальної гімназії в м. Моджари (біля Праги). У 1922—1923 — викладач військової історії на курсах старшин УНР у Каліші.

### Допомога Карпатській Україні
14–15 березня 1939 року перебував у м. Хусті, під час проголошення незалежності Карпатської України відмовився прийняти командування Збройними Силами Карпатської України, але дав згоду надати допомогу штабу місцевих січовиків.

### Участь у других національно-визвольних змаганнях
30 червня 1941 року у Львові після проголошення революційним крилом ОУН (б) Українського Уряду на чолі з Ярославом Стецьком увійшов до складу цього уряду як військовий міністр. Під час Другої світової війни брав активну участь у різних переговорах з німцями щодо долі України та українців. Кілька разів отримував пропозиції очолити Українське Визвольне Військо (1943) та Українську Національну Армію (1945), але відмовлявся. Був одним із найближчих радників командувача Української Національної Армії Павла Шандрука.
З 1945 року перебував у еміграції в Третьому Рейху. Помер у таборі для переміщених осіб у Регенсбурзі (Бізонія).

## Нагороди
Хрест Симона Петлюри (нагороджений під № 30)

## Твори

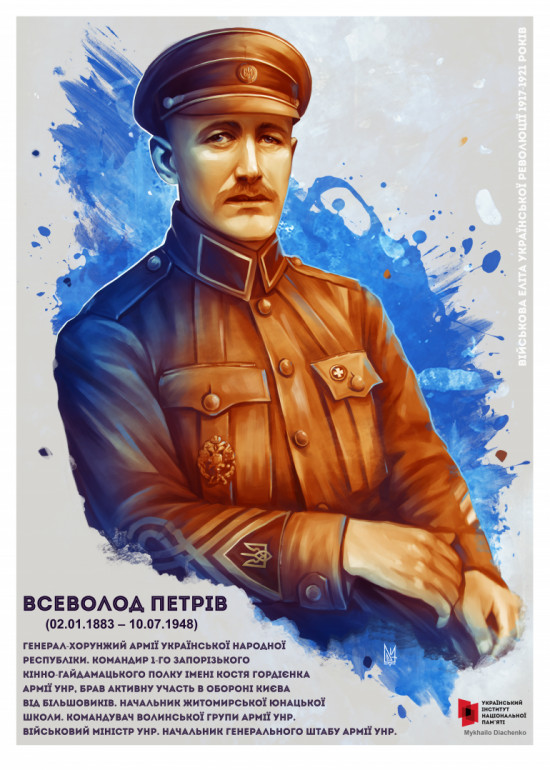
Петрів Всеволод

Праці Петріва друкувалися як окремими книгами, так і в зарубіжних газетах і журналах (Літопис Червоної Калини, Календар Червоної калини, Табор, Діло, ЛНВ) й ін. Автор ґрунтовних мемуарів, виданих у чотирьох частинах у Львові протягом 1927–1931 років.
- Суспільство й військо: Соц.-іст. нарис. — Прага; Берлін, 1924;
- Усуспільнення військових знань // Студентські вісті. — Прага, 1926. — № 6. — С. 6–11;
- Фрагмент до історії українсько-польського зближення // Нова Україна. Прага, 1927. — № 1–2. — С. 75–80;
- Спомини з часів української революції (1917—1921). Львів, 1927—1931. — Ч. І. До Берестейського миру. 1927; Ч. 2. Від Берестейського миру до зайняття Полтави. 1928; Ч. 3. Від Кримського походу до гетьманського перевороту. 1930; Ч. 4. Гетьманщина і повстання Директорії. 1931;
- Уривки зі споминів // Календар Червоної Калини на 1929 р. — Львів, 1928. — С. 29–39;
- Армія УНР. 1917–21 // Укр. Загальна Енциклопедія. — Львів; Станіслав; Коломия. 1934. — Т. 3. — С. 762—767;
- Житомирська юнацька школа: формування, наука, бої, перший випуск української старшини. Сторінки з ненадрукованого щоденника // Літопис Червоної Калини. Львів, 1936. — № 5. — С. 18–19; № 6. — С. 7; № 7/8. — С. 15; № 10. — С. 11–15; № 11. — С. 14–17; 1937. — № 1. — С. 19; № 3. — С. 14–17; № 6. — С. 17;
- Стратегічні операції Богдана Хмельницького під час війни 1648—1649 років // Військо України. — К., 1993. — № 6. — С. 43; № 7. — С. 74; № 8. — С. 93;
- Неторованим шляхом: Спомини з історії української революції 1917—1921 рр. // Вітчизна. — 1993. — № 5–6. — С. 123—135; № 7–8. — С. 137—154; 1994. — № 1–2. — С. 137—149; № 5–6. — С. 143—156. Літ. : Гаврилюк І. З величного минулого // За державність. — Варшава, 1929. — № 1. — С. 130;
- Петрів В. М. Спомини з часів української революції, (1917—1921): у 4 ч. Ч. 3 : Від Кримського походу до гетьманського перевороту / Всеволод Петрів. — Львів: Накладом Вид. Кооперативи «Червона калина», 1930. — 164 с.

## У спогадах та цитатах
Німецький капітан Ганс Кох про часи свого перебування в січових стрільцях у Армії УНР так писав у газеті «Вінер Нойє Нахріхтен» (жовтень 1927 року):
|  | Я пригадую хороброго полковника Петрова, який з двома регулярними сотнями розбив навесні 1919 р. партизанську ватагу біля Житомира, а погромницьких провокаторів розстріляв на місці. У полковника Петрова, мабуть, ще тепер мусить находитися листівка подяки Житомирського рабінату, яку йому тоді піднесли тамошні жиди… |

У кіносценарії та документально-історичній кінострічці «Українська революція» за спогадами Всеволода Петріва, 2012.

## Вшанування пам'яті

Цеголка на будівництво пам'ятника на могилі

- 28 травня 2011 року в мікрорайоні Оболонь відкрито пам'ятник «Старшинам Армії УНР — уродженцям Києва». Пам'ятник є збільшеною копією ордена «Хрест Симона Петлюри». Більш ніж двометровий «Хрест Симона Петлюри» встановлений на постаменті, на якому з чотирьох сторін світу закріплені меморіальні дошки з іменами 34 старшин Армії УНР та Української Держави, які були уродженцями Києва (імена яких історикам вдалося з'ясувати). Серед іншого вигравіруване й ім'я Всеволода Петріва.
- 16 лютого 2016 року в місті Боярці вулицю Петровського перейменували на вулицю Всеволода Петріва[6]
- 19 лютого 2016 року в Житомирі вулицю Гречка перейменували на вулицю Генерала Всеволода Петріва[7].
- 2016 року у Києві провулок Щербакова перейменували на провулок Всеволода Петріва.
- 15 жовтня 2016 року у місті Боярка на одноіменній вулиці була відкрита меморіальна дошка Всеволоду Петріву[8]
- 8 грудня 2022 року у Києві вулицю Кирпоноса перейменували на вулицю Всеволода Петріва.[9]
- 9 жовтня 2023 року у селі Мачухи вулицю Єсеніна перейменували на вулицю Всеволода Петріва.[10]
- У місті Решетилівка вулицю Кошового перейменували на вулицю Всеволода Петріва.[11]
- У місті Дніпро вулицю 9 Травня перейменували на вулицю Генерала Петріва.[12]

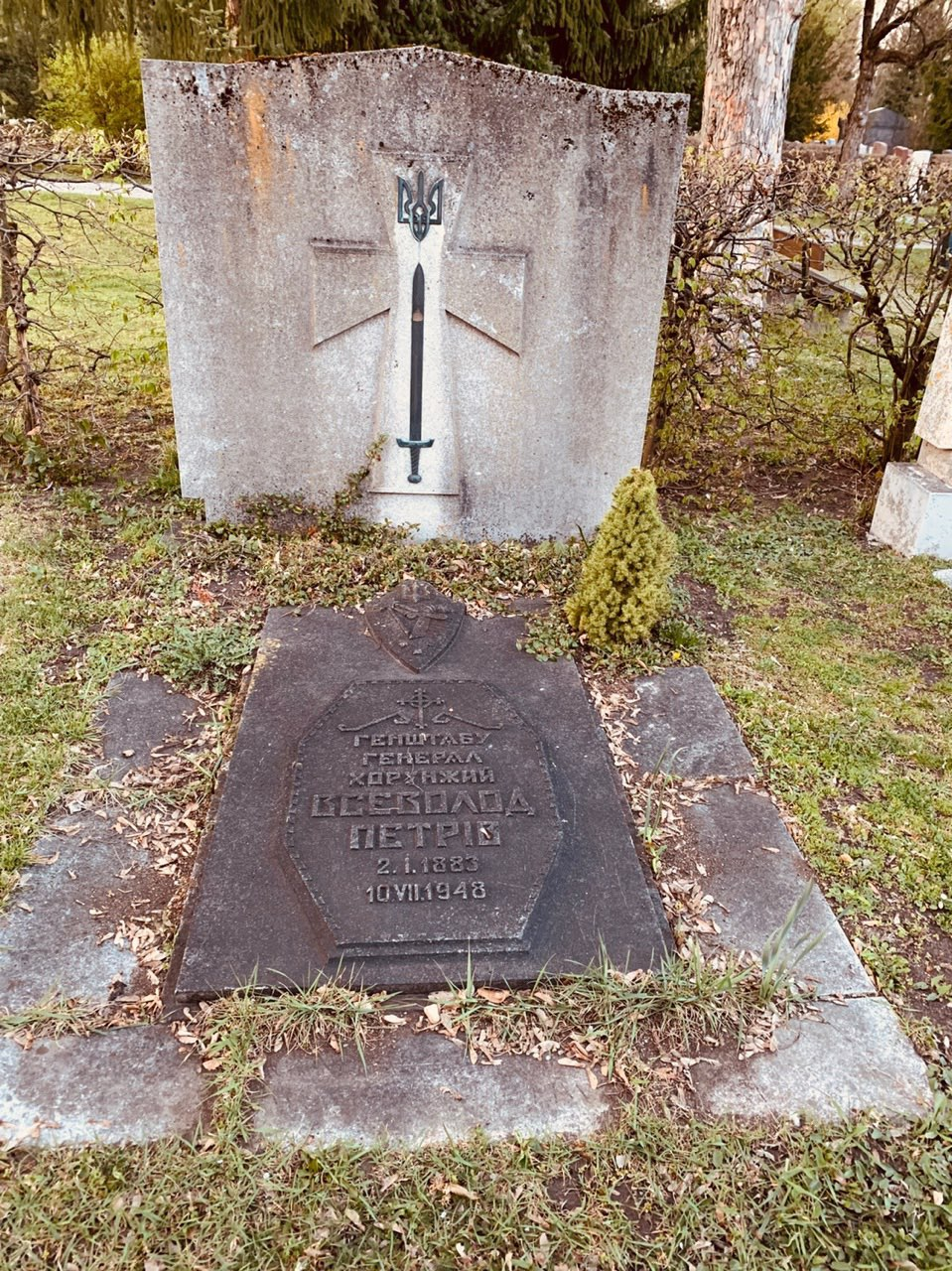
Могила Всеволода Петріва. Кладовище Augsburg Nordfriedhof.
Меморіальна дошка Всеволоду Петріву у м. Боярка.

### У кінематографі
У 2012—2013 році режисер Іван Канівець зняв фільм «Українська революція» — документальну екранізацію спогадів Петріва «Спомини з часів української революції (1917—1921)».